# Alexandre Spreutel
Alexandre Louis Joseph Spreutel (Châtelet, 14 juni 1880 - Boussu, 9 november 1955) was een Belgisch senator.

## Levensloop
Spreutel was de oudste zoon van een timmerman uit Hamme-Mille. Hij begon als metaaldraaier en klom op in de vakbondsrangen om in 1911 voltijds vakbondssecretaris te worden in de Borinage.
Tijdens de Eerste Wereldoorlog verbleef hij in Frankrijk. In Le Havre was hij medestichter in 1916 van de vereniging Les Amis du peuple belge. De vereniging had enerzijds tot doel hulp te bieden aan de frontsoldaten, de krijgsgevangenen en de soldaten met verlof, anderzijds de klachten te behandelen van de arbeiders die in de fabrieken van oorlogsmateriaal werkten.
Bij zijn terugkeer in België hernam hij de taak van secretaris van de metaalbewerkers in de Borinage en dit tot in 1940. 
Van 1921 tot 1926 was hij ook gemeenteraadslid en schepen van Boussu.
In 1934 volgde hij de overleden Edouard Doublet op als socialistisch senator voor het arrondissement Bergen en voleindigde diens mandaat tot in 1946. In datzelfde jaar werd hij provinciaal senator voor Henegouwen en vervulde dit mandaat tot in 1955.
In 1945 was hij medestichter van het ABVV. Hij beëindigde zijn syndicale activiteiten in 1954.